# Libre-Esprit
 (juillet 2016).
Si vous disposez d'ouvrages ou d'articles de référence ou si vous connaissez des sites web de qualité traitant du thème abordé ici, merci de compléter l'article en donnant les références utiles à sa vérifiabilité et en les liant à la section « Notes et références ».
Pour les articles homonymes, voir Esprit libre.
Sous le nom de Libre-Esprit, l'Inquisition désigna un courant de pensée qui depuis le XIIe siècle (et peut-être encore plus tôt) se répand à travers l'Europe. « Libre-Esprit » est une expression qui se réfère à la notion d'un esprit libéré du superflu au point de laisser la place tout entière à Dieu. Les adeptes furent souvent affublés du sobriquet de « Turlupins ».
Les partisans du Libre-Esprit, les Frères et Sœurs du Libre-Esprit, sont parfois nommés « Amauriciens », « Béguards », «  Béguines » ou assimilés à ces mouvements, également minoritaires.

## Histoire
C'est au IXe siècle sous Jean Scot Érigène (IXe siècle) qu'on attribue en général les idées directrices de ce mouvement, dont la première condamnation papale remonte à 1204. Les idées de Joachim de Flore circulaient également parmi le Libre-Esprit.
Amaury de Chartres (Amaury de Bène), professeur de théologie à Paris, s'en tire par une simple abjuration et mourut en paix en 1207. Ses partisans, qualifiés d'Amauriciens, furent moins heureux : une dizaine d'entre eux finissent sur le bûcher en 1209 et 1211. C'est le début d'une persécution de cinq siècles. Cependant, au premier tiers du XIVe siècle, Heilwige Bloemart (ou Bloemardine) en échappe, sa renommée locale à Bruxelles la protégeant. 
La première mention officielle de ses membres remonte à 1311 dans un bref de Clément V à l'inquisiteur de Spolète.
Le concile de Vienne (1311-1312) les déclare hérétiques. 

## Doctrine

### Texte
Le seul texte actuellement connu qui est attribué à cette mouvance, le Mirouer des simples âmes anienties, est dû à Marguerite Porete, brûlée vive à la place de Grève, à Paris, le 1er juin 1310 avec son livre. C'est paradoxalement surtout par les sources inquisitoriales que la doctrine des tenants du Libre-Esprit peut être représentée, bien qu'il soit communément admis que le fantasme de l'inquisiteur pouvait avoir orienté les aveux.
Comme de nombreux autres mouvements de l'époque (cathares, vaudois, templiers, franciscains et autres), le Libre-Esprit (les « Turlupins »), prône un idéal de pauvreté. Cette pauvreté laverait cependant l'homme de tout péché et ressusciterait le Christ en lui. Il ne pourrait dès lors mal agir et c'est en écoutant ses désirs qu'il entrerait dans l'ère de « l'Esprit libre » où il pourrait connaître la béatitude dès la vie terrestre. La charité se confond avec l'amour charnel qui se consomme sans restriction au sein de la communauté. Une femme enceinte l'est par l'opération du Saint-Esprit. Les excès en matière morale du Libre-Esprit font en réalité penser à du libertinage alors qu'il était à l'origine un courant spirituel.

### Discussion
Le « Libre-Esprit » est à distinguer absolument de la libre-pensée malgré la proximité sémantique mais désigne un idéal religieux, la pauvreté en esprit (beati pauperes spiritu), L'esprit devient vacant ou vide afin de recevoir Dieu, ce qui permet d'entrevoir la création de l'âme par le Saint-Esprit.
De même, de plus en plus de chercheurs s'entendent pour dire que la Béguine Marguerite Porete et le Libre-Esprit sont deux choses différentes même si l'Église de l'époque a constamment fait l'amalgame, et Porete a constamment refusé de condamner ce mouvement (voir les actes du concile de Vienne, en 1312). Après sa mort, des extraits de son livre furent produits au concile pour condamner le Libre-Esprit comme mouvement hérétique alors que l'utilisation des thèses de cette mouvance avait servi, deux ans auparavant, à la faire brûler (voir les actes du procès).

## Influences
Le Béguines et le Libre-Esprit ont influencé la mystique rhénane et Maître Eckhart . Ce dernier, qui a probablement connu l'œuvre de Marguerite Porete, a fini par être soupçonné d'en partager les idées. La condamnation de certaines de ses thèses le 27 mars 1329 par le pape Jean XXII dans la bulle In agro dominico continue de poser des questions. La proximité des thèses étant évidentes, on peut en déduire que le pape était dans son rôle puisque sa condamnation s'inscrit en fait dans le droit fil de la répression des Amauriciens, commencée en 1210, ou que le cas « Eckhart » révèle a posteriori la fragilité théorique de cette répression.
De nombreux théologiens chrétiens, tels que Jordan von Quedlinburg (de) (1300-1380), et des mystiques, tels que Jean Tauler et Theologia germanica (de) (Der Frankfurter), ont rejeté les enseignements du Libre-Esprit comme non chrétiens.

## Dans la culture populaire
Les mystiques du Moyen Âge appelés Turlupins sont aujourd’hui un très lointain souvenir dans l'inconscient collectif. Toutefois, ils ne sont pas totalement oubliés du parler populaire, leur rébellion contre l'église établie et leurs façons de vivre (nudité, amour libre et opposition aux pouvoirs ecclésiastiques en place) ayant laissé quelques traces.
Georges Brassens dans sa chanson Le Pornographe du phonographe a glissé ces vers :

« À présent que mon gagne pain

C'est d' parler comme un turlupin

Je ne pense plus "merde" pardi

Mais je le dis. »

Jean-Jacques Servan-Schreiber, journaliste, homme de presse et politicien non inféodé aux partis classiques, a été traité de « Turlupin » par Jacques Chirac lorsqu'il s'opposa aux essais nucléaires de Mururoa. Cette insulte un peu insolite a obligé les journalistes de l'époque à se documenter, certains d'entre eux préférant y voir une référence à l'acteur comique du XVIIe siècle.